# Nuit debout

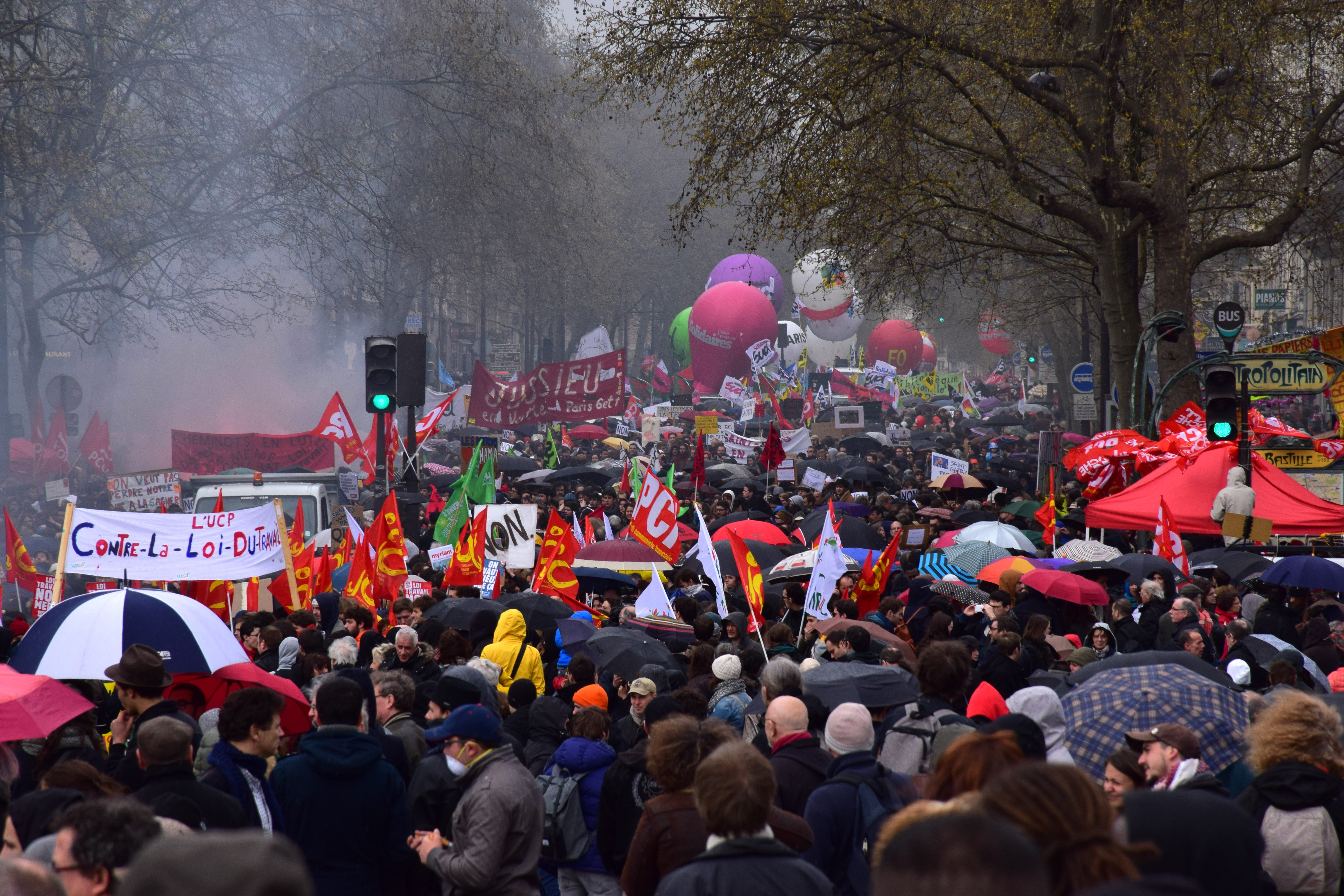
En av flera demonstrationer i Frankrike under 2016 efter regeringens beslut om ändringar inom arbetsmarknad och arbetsrätt.

Nuit debout är en fransk proteströrelse som inleddes 31 mars 2016 i protest mot föreslagna nyliberala reformer framdrivna av landets socialdemokratiska regering under François Hollande. Rörelsen har jämförts med Occupy Wall Street och så kallade Indignados i Spanien, och organiseras via lokala, nattliga församlingar. Place de la République i Paris har blivit något av ett nav för rörelsen.

## Bakgrund
Från 2011 och framåt, i samband med  offentliga nedskärningar, i svallvågor av finanskrisen 2008/2009 och flera  statsskuldskriser även i Europa, har ett antal stora demonstrationer och proteströrelser med civil olydnad som metod sprungit upp. Demonstranterna har protesterat mot åtstramningar, ojämlikhet och storföretagens girighet.